# Slovenska republiška liga 1962-1963
La Slovenska republiška nogometna liga 1962./63. (it. "Campionato calcistico della Repubblica di Slovenia 1962-63") fu la quindicesima edizione del campionato della Repubblica Popolare di Slovenia. In questa stagione era nel terzo livello della piramide calcistica jugoslava.
Il campionato venne vinto dallo ŽNK Lubiana, al suo primo titolo nella competizione. Questa vittoria diede ai bianco-azzurri l'accesso agli spareggi per la promozione in Druga Liga 1963-1964.
Il capocannoniere fu Božidar "Miki" Džaferović, dello ŽNK Lubiana, con 23 reti.
Questa fu la prima edizione a 14 squadre (in precedenza l'organico era di 12).

## Squadre partecipanti
| Squadra         | Città          | Stagione 1961-62 | Stagione 1961-62          |
| Squadra         | Città          | Pos.             | Divisione                 |
| --------------- | -------------- | ---------------- | ------------------------- |
| Slovan          | Lubiana        | 2°               | Slovenska zona            |
| Rudar (Tr)      | Trbovlje       | 3°               | Slovenska zona            |
| ŽNK             | Lubiana        | 4°               | Slovenska zona            |
| Odred Krim      | Lubiana        | 5°               | Slovenska zona            |
| Gorica          | Nova Gorica    | 6°               | Slovenska zona            |
| Kladivar        | Celje          | 7°               | Slovenska zona            |
| Mura            | Murska Sobota  | 8°               | Slovenska zona            |
| Triglav         | Kranj          | 9°               | Slovenska zona            |
| Železničar (Ce) | Celje          | 10°              | Slovenska zona            |
| Ilirija         | Lubiana        | 11°              | Slovenska zona            |
| Izola           | Isola d'Istria | 1°               | Podsavezna liga Koper     |
| Svoboda         | Lubiana        | 1°               | Podsavezna liga Ljubljana |
| Rudar (Ve)      | Velenje        | 1°               | Podsavezna liga Celje     |
| Železničar (Mb) | Maribor        | 1°               | Podsavezna liga Maribor   |

## Classifica
|  | Pos. | Squadra            | Pt | G  | V  | N | P  | GF | GS | QR    |
|  | ---- | ------------------ | -- | -- | -- | - | -- | -- | -- | ----- |
|  | 1.   | ŽNK Lubiana        | 40 | 26 | 18 | 4 | 4  | 83 | 26 | 3,192 |
|  | 2.   | Triglav            | 37 | 26 | 16 | 5 | 5  | 49 | 34 | 1,441 |
|  | 3.   | Slovan Lubiana     | 30 | 26 | 13 | 4 | 9  | 54 | 46 | 1,173 |
|  | 4.   | Rudar Trbovlje     | 30 | 26 | 12 | 6 | 8  | 52 | 50 | 1,040 |
|  | 5.   | Kladivar Celje     | 29 | 26 | 10 | 9 | 7  | 51 | 42 | 1,214 |
|  | 6.   | Svoboda            | 28 | 26 | 10 | 8 | 8  | 43 | 30 | 1,433 |
|  | 7.   | Železničar Maribor | 27 | 26 | 10 | 7 | 9  | 47 | 40 | 1,175 |
|  | 8.   | Železničar Celje   | 27 | 26 | 10 | 7 | 9  | 45 | 42 | 1,071 |
|  | 9.   | Odred Krim         | 26 | 26 | 10 | 6 | 10 | 40 | 39 | 1,025 |
|  | 10.  | Gorica             | 26 | 26 | 10 | 6 | 10 | 47 | 52 | 0,903 |
|  | 11.  | Izola              | 22 | 26 | 8  | 6 | 12 | 35 | 50 | 0,700 |
|  | 12.  | Mura               | 20 | 26 | 7  | 6 | 13 | 40 | 52 | 0,769 |
|  | 13.  | Ilirija            | 14 | 26 | 4  | 6 | 16 | 30 | 55 | 0,545 |
|  | 14.  | Rudar Velenje      | 8  | 26 | 3  | 2 | 21 | 34 | 82 | 0,414 |

Legenda:
  Ammesso agli spareggi per la Druga Liga 1963-1964.
      Promosso in Druga Liga 1963-1964.
      Retrocesso nella divisione inferiore.
Note:
Due punti a vittoria, uno a pareggio, zero a sconfitta.

## Spareggi-promozione
Lo ŽNK Lubiana non ha superato gli spareggi per la Druga Liga 1963-1964, sconfitto dallo Šparta Beli Manastir (1° in Slavonska nogometna zona).
| Squadra 1            | Totale | Squadra 2   | Andata | Ritorno |
| -------------------- | ------ | ----------- | ------ | ------- |
| SPAREGGIO            |        |             |        |         |
| Šparta Beli Manastir | 5 – 3  | ŽNK Lubiana | 4 – 2  | 1 – 1   |